# 費隠通容
費隠通容（ひいん つうよう）は、中国の明末清初の臨済宗天童派の禅僧。隠元隆琦の師として知られる。俗姓は何。法諱は通容。号は費隠。福州府福清県の出身。

## 伝歴
7歳の時父を12歳の時母を亡くし、14歳で三宝寺の慧山に就いて出家。崇禎3年（1630年）7月、古黄檗山萬福寺において密雲円悟の法嗣となり、臨済宗第31伝となる。
崇禎6年（1633年）、密雲から萬福寺住持を継席。隠元隆琦を西堂としすぐのちに付法。崇禎10年（1637年）、隠元に源流と法衣を授ける。
その後、温州府永嘉県法通寺・海塩県金粟山廣慧寺・寧波府鄞県天童山景徳寺・松江府華亭県超果寺・嘉興府崇徳県福巌寺・杭州府余杭県径山興聖万寿寺・蘇州府常熟県虞山維摩院・淮安府塩城県永寧院などの寺院を積極的に巡り、臨済の法を伝え師密雲と並称された。
晩年は福巌寺に移り、順治18年3月29日（1661年4月27日）、示寂する。世寿69。
隠元を含め64人にも嗣法し多くの門弟を育てた。密雲円悟が開いた臨済宗天童派の中で、唯一費隠の門流が盛んとなっている。

## 五灯厳統
順治10年（1653年）閏6月、費隠は法嗣百癡行先や檀越の徐昌治・李士材らと禅宗の史伝書『五灯厳統』を編修して刊行。南宋の『五灯会元』を引き継いだ南宋以後の僧伝を掲載した。その意図は禅林の乱れをくい止め嗣法伝承の正常化を目指すことにあったが、曹洞宗遠門浄柱の『五灯会元続略』に対抗した内容となっており曹洞宗より臨済宗が優れていることを示した。すなわち六祖慧能曹渓下の南岳系が青原系より優位であり、さらに曹洞宗の晦台元鏡、永覚元賢は嗣法伝承されておらず、無明慧経、湛然円澄についてもその嗣法は不明確であると独自の主張を立てた。これに対して三宜明盂、遠門浄柱らが激しく対立し、その流通を阻止するために浙江省府に訴訟した。この結果、費隠は敗訴。『五灯厳統』の板木は焼毀処分となってしまう。費隠も径山興聖万寿寺を退出せざるを得なかった。その後、三宜明盂とは和解し費隠も径山住持として戻ることを許されている。
明暦3年（1657年）、費隠の法嗣隠元隆琦は逸然性融などの支持を受けて摂津普門福元寺（現大阪府高槻市普門寺）において『五灯厳統』を重刻した。『五灯厳統』は日本で広く読まれ、覆刻本が大陸にも伝わった。

## 著述
- 『祖庭鉗鎚録』
- 『心経斲輪解』
- 『禅宗漁樵集』
- 『原道闢邪説』
- 『五灯厳統』禅宗史書
- 隠元隆琦等編『費隠禅師語録』
- 隠元隆琦編『費隠禅師別集』